# كليرفيل (تينيسي)
كليرفيل (بالإنجليزية: Collierville, Tennessee)‏ هي بلدة تقع بولاية تينيسي في الولايات المتحدة. تبلغ مساحتها 63.8 (كم²)، وترتفع عن سطح البحر 116 م، بلغ عدد سكانها 46462 نسمة في عام 2012 estimate حسب إحصاء مكتب تعداد الولايات المتحدة .

## التركيبة السكانية
حدّد مكتب تعداد الولايات المتحدة بيانات التركيبة السكانية لكليرفيل في تعداد الولايات المتحدة. في ما يلي، التركيبة السكانية حسب تعدادي 2000 و2010.

### تعداد عام 2000
بلغ عدد سكان كليرفيل 31,872 نسمة بحسب تعداد عام 2000، وبلغ عدد الأسر 10,368 أسرة وعدد العائلات 8,934 عائلة مقيمة في البلدة. في حين سجلت الكثافة السكانية 338.1 نسمة لكل كيلومتر مربع (875.7/ميل2). وبلغ عدد الوحدات السكنية 10,770 وحدة بمتوسط كثافة قدره 114.3 لكل كيلومتر مربع (296.0/ميل2).
وتوزع التركيب العرقي للبلدة بنسبة 89.87% من البيض و7.33% من الأمريكيين الأفارقة و0.19% من الأمريكيين الأصليين و1.47% من الأمريكيين ذوي الأصول الآسيوية و0.01% من سكان جزر المحيط الهادئ و0.33% من الأعراق الأخرى و0.79% من عرقين مختلطين أو أكثر و1.51% من الهسبانيون أو اللاتينيون من أي عرق.
بلغ عدد الأسر 10,368 أسرة كانت نسبة 54.5% منها لديها أطفال تحت سن الثامنة عشر تعيش معهم، وبلغت نسبة الأزواج القاطنين مع بعضهم البعض 76.1% من أصل المجموع الكلي للأسر، ونسبة 8% من الأسر كان لديها معيلات من الإناث دون وجود شريك،  بينما كانت نسبة 2.1% من الأسر لديها معيلون من الذكور دون وجود شريكة وكانت نسبة 13.8% من غير العائلات. تألفت نسبة 11.8% من أصل جميع الأسر من عدة أفراد يعيشون في نفس المنزل ونسبة 3.4% كانت تتألف من شخص يعيش بمفرده يبلغ من العمر 65 عاماً أو أكثر. وبلغ متوسط حجم الأسرة المعيشية 3.06، أما متوسط حجم العائلات فبلغ 3.34.
بلغ العمر الوسطي للسكان 35.2 عاماً. وكانت نسبة 33.4% من القاطنين تحت سن الثامنة عشر، وكانت نسبة 5.8% بين الثامنة عشر والرابعة والعشرين عاماً، ونسبة 32.4% كانت واقعةً في الفئة العمرية ما بين الخامسة والعشرين والرابعة والأربعين عاماً، ونسبة 22.3% كانت ما بين الخامسة والأربعين والرابعة والستين، ونسبة 5.7% كانت ضمن فئة الخامسة والستين عاماً فما فوق. يوجد لكل 100 أنثى 98.0 ذكر، ويوجد لكل 100 أنثى في الثامنة عشر من عمرها فما فوق 93.5 ذكر.
بلغ متوسط دخل الأسرة في البلدة 42,448 دولارًا، أما متوسط دخل العائلة فبلغ 52,250 دولارًا. وكان متوسط دخل الذكور 41,808 دولارًا مقابل 27,267 دولارًا للإناث. وسجل دخل الفرد الخاص بالبلدة 24,723 دولارًا. وكانت نسبة 6.7% من العائلات ونسبة 9.8% من السكان تحت خط الفقر، وكان من هؤلاء نسبة 13.9% تحت سن الثامنة عشر ونسبة 16.3% في الخامسة والستين من العمر وما فوق.

### تعداد عام 2010
بلغ عدد سكان كليرفيل 43,965 نسمة بحسب تعداد عام 2010، وبلغ عدد الأسر 15,179 أسرة وعدد العائلات 12,596 عائلة مقيمة في البلدة. في حين سجلت الكثافة السكانية 466.4 نسمة لكل كيلومتر مربع (1,208.0/ميل2). وبلغ عدد الوحدات السكنية 15,781 وحدة بمتوسط كثافة قدره 167.4 لكل كيلومتر مربع (433.6/ميل2).
وتوزع التركيب العرقي للبلدة بنسبة 79.69% من البيض و10.85% من الأمريكيين الأفارقة و0.16% من الأمريكيين الأصليين و7.10% من الأمريكيين ذوي الأصول الآسيوية و0.03% من سكان جزر المحيط الهادئ و0.89% من الأعراق الأخرى و1.28% من عرقين مختلطين أو أكثر و2.62% من الهسبانيون أو اللاتينيون من أي عرق.
بلغ عدد الأسر 15,179 أسرة كانت نسبة 45.1% منها لديها أطفال تحت سن الثامنة عشر تعيش معهم، وبلغت نسبة الأزواج القاطنين مع بعضهم البعض 71.1% من أصل المجموع الكلي للأسر، ونسبة 9.1% من الأسر كان لديها معيلات من الإناث دون وجود شريك،  بينما كانت نسبة 2.9% من الأسر لديها معيلون من الذكور دون وجود شريكة وكانت نسبة 17% من غير العائلات. تألفت نسبة 14.8% من أصل جميع الأسر من عدة أفراد يعيشون في نفس المنزل ونسبة 4.8% كانت تتألف من شخص يعيش بمفرده يبلغ من العمر 65 عاماً أو أكثر. وبلغ متوسط حجم الأسرة المعيشية 2.89، أما متوسط حجم العائلات فبلغ 3.22.
بلغ العمر الوسطي للسكان 39.2 عاماً. وكانت نسبة 28.9% من القاطنين تحت سن الثامنة عشر، وكانت نسبة 6.5% بين الثامنة عشر والرابعة والعشرين عاماً، ونسبة 24.7% كانت واقعةً في الفئة العمرية ما بين الخامسة والعشرين والرابعة والأربعين عاماً، ونسبة 30.9% كانت ما بين الخامسة والأربعين والرابعة والستين، ونسبة 9% كانت ضمن فئة الخامسة والستين عاماً فما فوق. وتوزع التركيب الجنسي للسكان بنسبة 48.8% ذكور و51.2% إناث.

## أعلام
- نيكي مكري
- مورغان كوكس
- تشارلي ليا
- باريت جونز
- ميجر أوينز

## وصلات خارجية
- The US50 - Cities and Towns in Tennessee State
- Tennessee Cities and Towns, Facts, Map, Flag, Colleges, Government, and More